# Ejido Liberación
Ejido Liberación är en ort i Mexiko.   Den ligger i kommunen Manuel Doblado och delstaten Guanajuato, i den centrala delen av landet, 300 km väster om huvudstaden Mexico City. Ejido Liberación ligger 1 723 meter över havet och antalet invånare är 110.
Terrängen runt Ejido Liberación är platt åt nordväst, men åt sydost är den kuperad. Runt Ejido Liberación är det ganska glesbefolkat, med 45 invånare per kvadratkilometer. Närmaste större samhälle är Ciudad Manuel Doblado, 10,3 km nordväst om Ejido Liberación. Trakten runt Ejido Liberación består till största delen av jordbruksmark.